# André Simões
André Luís Gomes Simões (Matosinhos, 16 dicembre 1989) è un calciatore portoghese, centrocampista del Leixões.

## Caratteristiche tecniche
Gioca come mediano ma può essere impiegato come terzino destro.

## Palmarès

### Club

#### Competizioni nazionali
- Segunda Liga: 1

Moreirense: 2013-2014
- Coppa di Grecia: 1

AEK Atene: 2015-2016
- Campionato greco: 1

AEK Atene: 2017-2018